# Махизм
Махи́зм — направление в философии и методологии науки конца XIX — начала XX века, основано Э. Махом и Р. Авенариусом. Частичным синонимом термина «махизм» является термин «эмпириокритицизм»: иногда под махизмом понимается только учение Маха, но не учение Авенариуса. Махизм (эмпириокритицизм) считается вторым этапом эволюции позитивизма.
Основные теоретические положения махизма были предложены в начале XX века почти одновременно и независимо друг от друга Махом и Авенариусом (Швейцария). Дальнейшее развитие они получили в работах их учеников, а также в работах К. Пирсона (Великобритания) и П. Дюэма (Франция). Тем не менее, широкое распространение махизма (эмпириокритицизма в целом) связано с деятельностью Маха. Его влияние объясняется тем, что работы Маха возникли в качестве непосредственной реакции на кризис классической физики. Мах выступил с претензией объяснить этот кризис и предложить программу выхода из него.

## Учение
Махизм относят к феноменализму, релятивизму, агностицизму. Для сторонников махизма феномены — данные сознания, элементы опыта, составляющие единственную реальность. Махизм классифицируется как нейтральный монизм, пытающийся вывести и физическое и психическое из нейтрального начала (из элементов опыта). Монистические воззрения как материалистов, так и идеалистов должны быть заменены более совершенным нейтральным монизмом, который устраняет из философского оборота категории материи и сознания, заменяя их категорией чистого опыта. Махизм предложил своё решение психофизической проблемы, согласно которому душа и тело построены из одних и тех же «элементов» (ощущений), и поэтому нужно говорить не о соотношении реальных процессов — физиологических и психических, а о различных комплексах ощущений. Исторически махизм близок философии Дж. Беркли и Д. Юма.
Основу учения Маха составляет теория (принцип) экономии мышления и идеал чисто описательной науки. Экономию мышления Мах объявляет основной характеристикой познания вообще, выводя её из изначальной биологической потребности организма в самосохранении, обусловливающей, по Маху, необходимость приспособления организма к фактам. Ту же идею Авенариус выражает в принципе наименьшей траты сил.
Из принципа экономии мышления Мах выводит положение об описании как идеале науки. В развитой науке объяснительная часть является излишней, паразитической и в целях экономии мышления должна быть удалена. Одним из таких паразитических элементов науки махизм считает понятие причинности, которое он предлагает отбросить и заменить его понятием функциональной зависимости признаков явлений.
Методологические принципы экономии мышления и чистого описания применяются к теории познания. Понятия субстанции, вещи — мнимое понятие, мнимой является и проблема отношения субстанции и её свойств. Из требования необходимости определения понятий через наблюдаемые данные следует, что всё познание опирается на основные элементы. Такими элементами являются непосредственные чувственные данные, ощущения — предел разложения эмпирического опыта. Основу знания составляют не непосредственно элементы мира, а описания фактов в их элементах, то есть описания, состоящие в фиксации функциональных и затем логических связей между элементами мира. Понятие вещи и понятие Я являются лишь условными наименованиями комплексов элементов.
Согласно А. Богданову, махизм признавал принципиальное равенство индивидов в познавательной координации (являя собою т. обр. «гносеологический демократизм»).
Мах отрицал реальность атомов и объявлял их лишь удобным средством систематизации опытных данных. Также он критиковал понятия массы и абсолютного пространства ньютоновской физики.

## Влияние
Разновидностями махизма (эмпириокритицизма) были эмпириосимволизм и эмпириомонизм.
Махистская критика психофизического дуализма повлияла на нейтральный монизм, неореализм, философию Б. Рассела.
Махизм повлиял на философию прагматизма, в частности, на критику американским философом Уильямом Джеймсом субстаницального понятия сознания («Я», душа), и через него — на формирование философских основ бихевиоризма.
В Австрии с махизмом полемизировал Людвиг Больцман.
В Германии махизм повлиял на философские взгляды В. Оствальда.
Во Франции махизм повлиял на философские взгляды А. Пуанкаре, Э. Гобло, А. Навиля. Э. Мейерсон критиковал истолкования теории относительности и квантовой механики в духе махизма.
В России махизм был популярен в революционной среде (эсер В. М. Чернов и др.). Махизм повлиял на формирование богостроительства в российской социал-демократии (группа «Вперёд», А. Луначарский, Н. Валентинов, В. А. Базаров, А. А. Богданов, П. Юшкевич и др.). Против махистов выступали социал-демократы А. М. Деборин, Г. В. Плеханов, особенно яростно — Ленин. Как отмечал последний, в России в период реакции к 1910 году «„Переоценка всех ценностей“ в различных областях общественной жизни повела к „ревизии“ наиболее абстрактных и общих философских основ марксизма. Влияние буржуазной философии в её разнообразных идеалистических оттенках сказалось в махистском поветрии среди марксистов».